# Stade municipal de Botoșani
Le stade municipal de Botoşani est un stade omnisports qui accueille principalement les matchs de l'équipe de football roumain du FC Botoşani.

## Caractéristiques
Le stade a une capacité de 7 782 sièges et une superficie de 31 674 m2. Il est équipé pour jouer de nuit, dispositif inauguré en septembre 2014 à l'occasion d'un match de Ligue I contre l'équipe du Dinamo Bucarest (victoire de Botoșani 3-2).

## Événements
| Matches internationaux de football | Matches internationaux de football     | Matches internationaux de football | Matches internationaux de football | Matches internationaux de football | Matches internationaux de football |
| Date                               | Compétition                            | À la maison                        | À l'extérieur                      | Score                              | Affluence                          |
| ---------------------------------- | -------------------------------------- | ---------------------------------- | ---------------------------------- | ---------------------------------- | ---------------------------------- |
| 13 octobre 2009                    | Éliminatoires de l'UEFA Euro U-21 2011 | Roumanie                           | Îles Féroé                         | 3 - 0                              | 5 600                              |
| 3 septembre 2010                   | Éliminatoires de l'UEFA Euro U-21 2011 | Roumanie                           | Russie                             | 3 - 0                              | 2 000                              |
| 12 octobre 2010                    | Éliminatoires de l'UEFA Euro U-21 2011 | Roumanie                           | Angleterre                         | 0 - 0                              | 6 400                              |

| Matchs internationaux de football des clubs | Matchs internationaux de football des clubs | Matchs internationaux de football des clubs | Matchs internationaux de football des clubs | Matchs internationaux de football des clubs | Matchs internationaux de football des clubs |
| Date                                        | Compétition                                 | À la maison                                 | À l'extérieur                               | Score                                       | Affluence                                   |
| ------------------------------------------- | ------------------------------------------- | ------------------------------------------- | ------------------------------------------- | ------------------------------------------- | ------------------------------------------- |
| 2 juillet 2015                              | Ligue Europa                                | Fotbal Club Botoșani                        | FC Tskhinvali                               | 1 - 1                                       | 6 031                                       |
| 23 juillet 2015                             | Ligue Europa                                | Fotbal Club Botoșani                        | Legia Varsovie                              | 0 - 3                                       | 5 353                                       |